# Hans Troschel
Hans Troschel (1548 – 1612) è stato un artigiano tedesco.

## Biografia
Hans Troschel (o Droschel) fu un artefice tedesco di orologi solari, compendi astronomici e bussole molto pregiati. Si stabilì a Norimberga di cui divenne cittadino nel 1579. La sua attività fu continuata dal figlio, con lo stesso nome del padre, fino al 1631.

## Galleria d'immagini

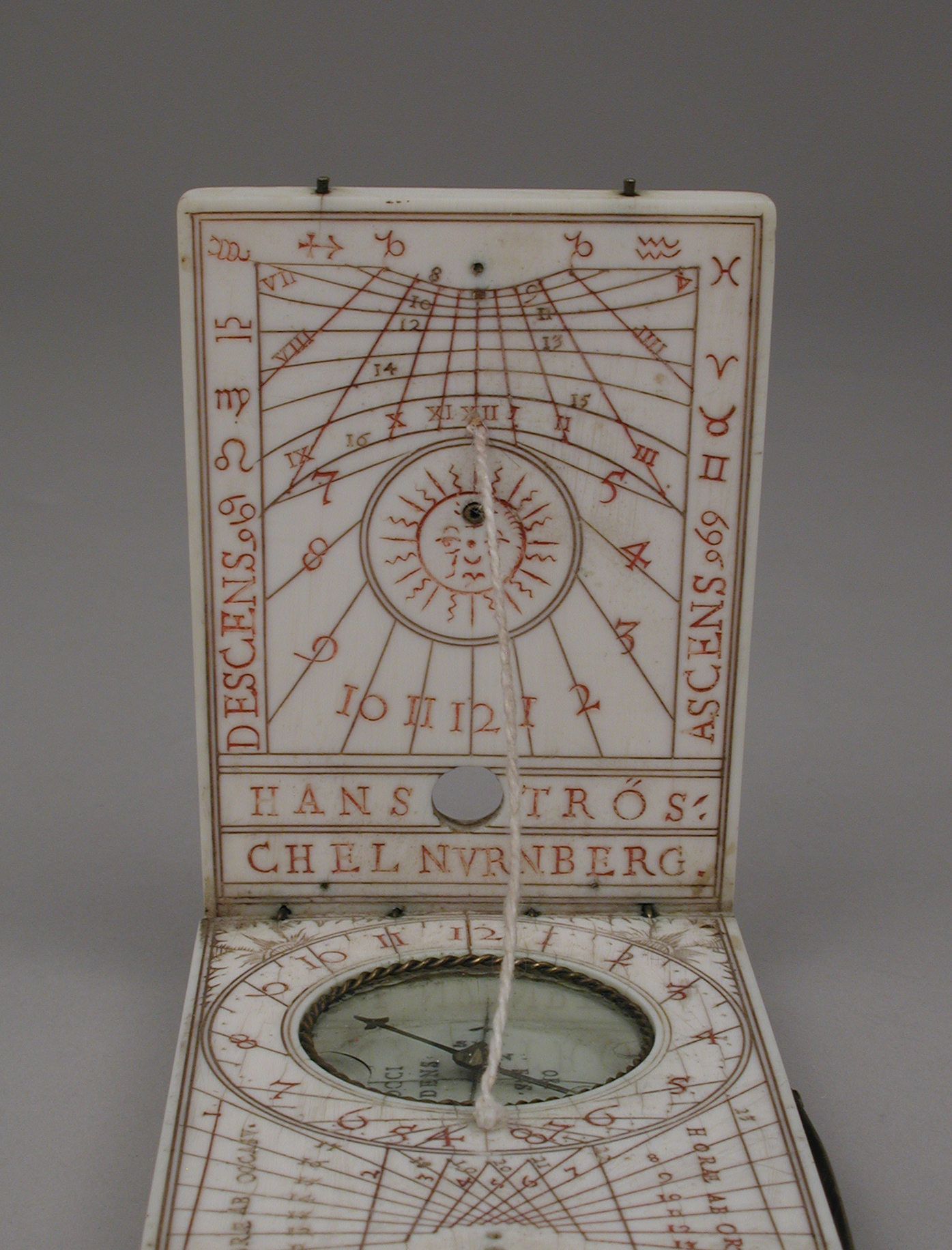
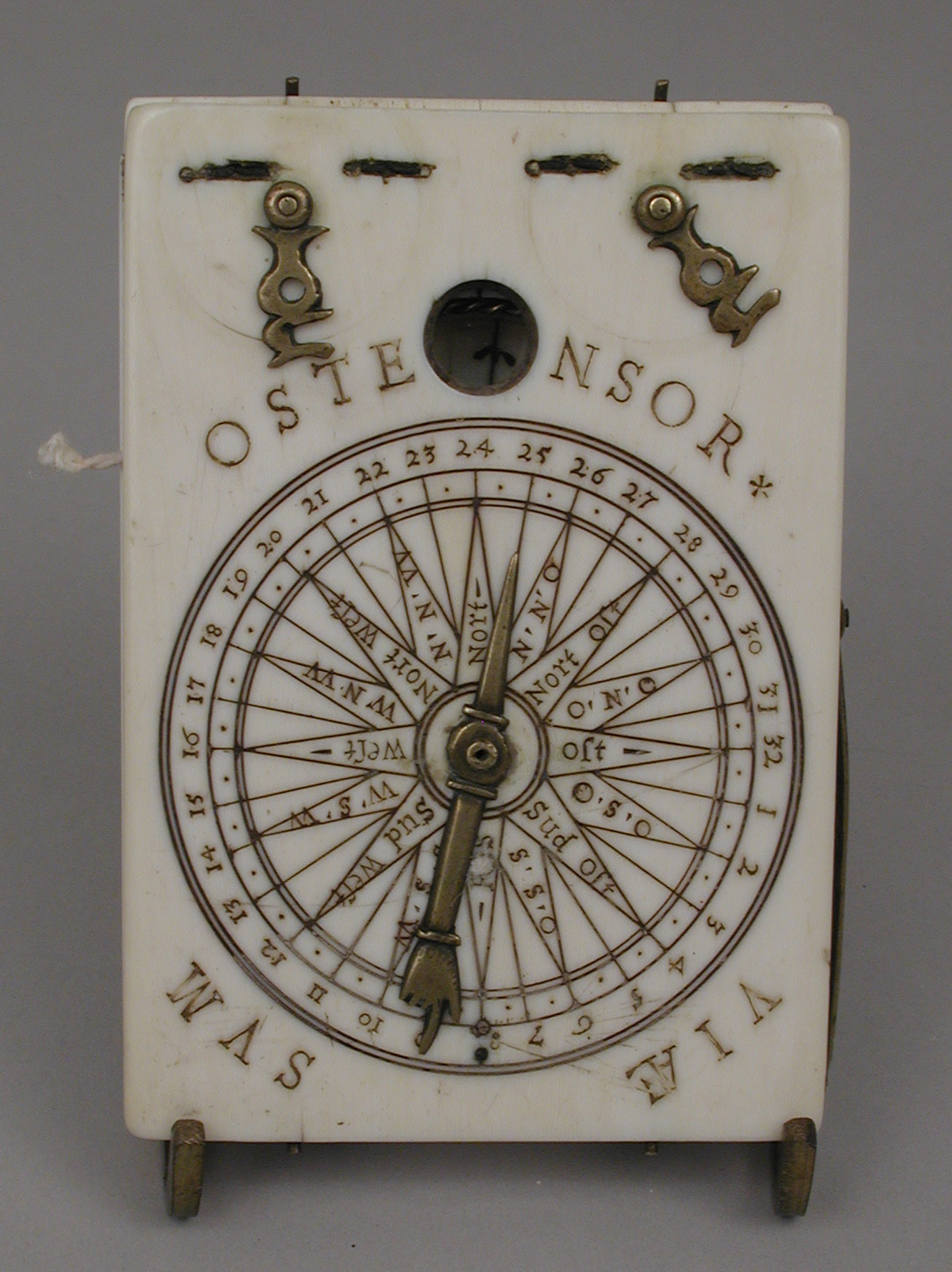
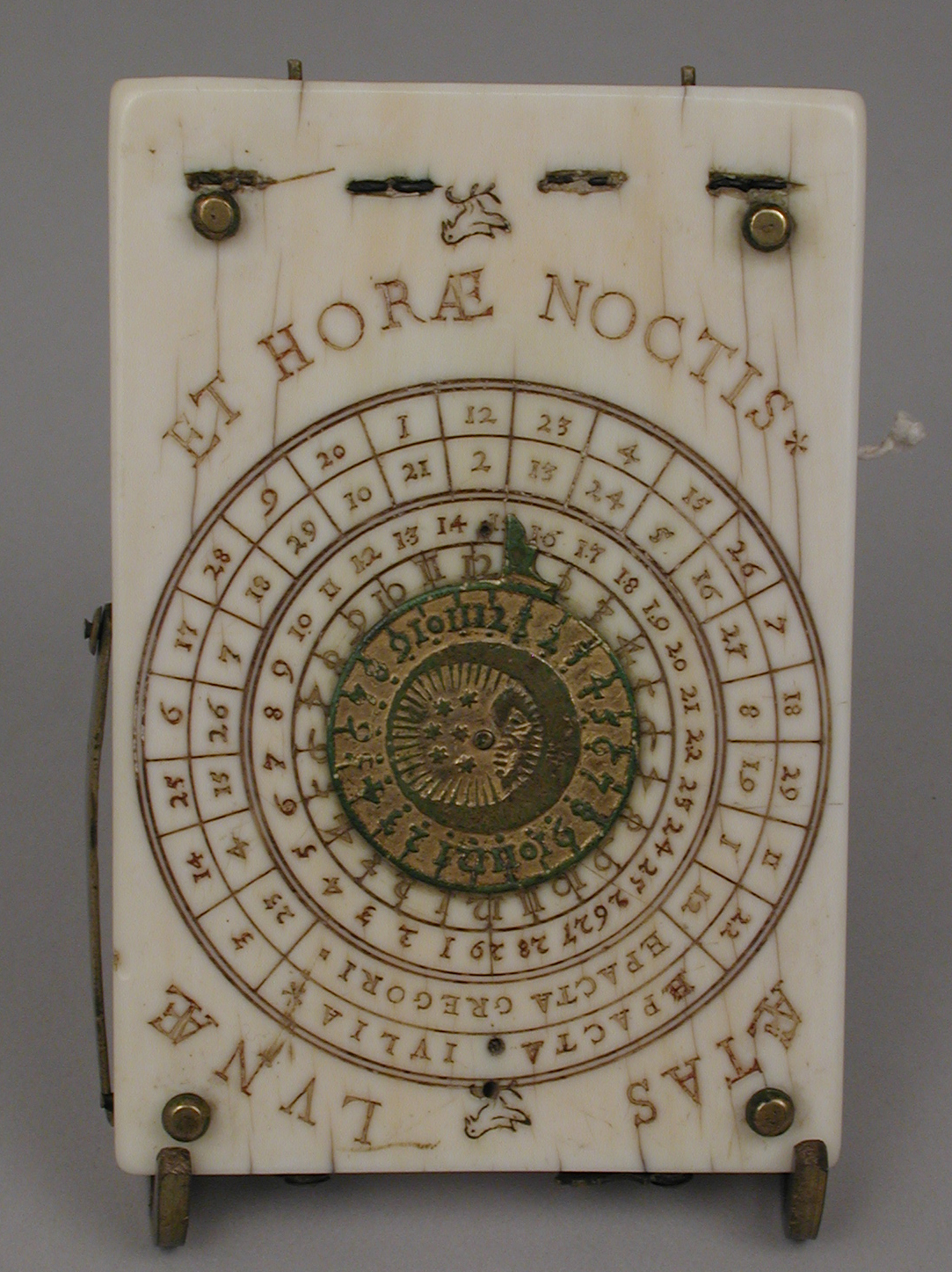